# Karl Polanyi
Karl Paul Polanyi (ur. 25 października 1886, zm. 23 kwietnia 1964) – intelektualista węgierski. Znany głównie jako autor Wielkiej Transformacji.

## Życie i działalność
Polanyi urodził się w Wiedniu, ale dorastał w Budapeszcie. Jego ojciec, inżynier i przedsiębiorca, zdobył majątek budując koleje, ale stracił go na przełomie wieków. Matka była z pochodzenia Rosjanką – prowadziła liczący się w Budapeszcie salon intelektualny. Jego brat Michael został światowej sławy chemikiem i filozofem.
W Budapeszcie Polanyi studiował prawo i filozofię, angażując się w działalność społeczno-polityczną, wspólnie z lewicującymi filozofami: Georgiem Lukácsem, Oscarem Jaszi i Karlem Mannheimem. W 1908 obronił doktorat z filozofii, a w 1912 z prawa.
Po utworzeniu Węgierskiej Republiki Rad wyjechał do Wiednia, gdzie żył z dziennikarstwa. Tam poznał Ilonę Duczynską, działaczkę węgierskiego rewolucyjnego ruchu studenckiego, która zbiegła z Węgier po upadku rządu komunistycznego. Ożenił się z nią w 1920.
Rosnące wpływy faszyzmu skłoniły go do wyjazdu z rodziną do Anglii (1933). Otrzymał obywatelstwo angielskie, pracował jako dziennikarz, nauczyciel akademicki i korepetytor. Współpracował z chrześcijańskimi socjalistami, którymi interesował się jeszcze w Wiedniu i kwakrami. W 1935 w zbiorze esejów wydanych przez lewicujących działaczy opublikował esej Istota faszyzmu (The Essence of Fascism). W tym samym roku otrzymał propozycję wygłoszenia serii wykładów na amerykańskich uniwersytetach. Pracował już wówczas nad swoją pierwszą i najgłośniejszą książkę: Wielka Transformacja (The Great Transformation), którą ukończył w Stanach Zjednoczonych i wydał w 1944 w Nowym Jorku. Podejmuje w niej temat rewolucji przemysłowej i jej społecznych i gospodarczych konsekwencji, kwestionując dotychczasowe teorie pojawienia się kapitalizmu. Głównym tematem książki jest przede wszystkim wzrost i upadek społeczeństwa rynkowego a jej przesłanie wpisywało się w powojenne debaty (świadczy o tym chociażby podtytuł książki: Polityczne i gospodarcze korzenie naszych czasów).
W 1947 dostaje zaproszenie z uniwersytetu Columbia w Nowym Jorku, gdzie wykłada historię gospodarczą. Pozostaje tam do emerytury (1957). Przez te lata mieszka jednak w Kanadzie, gdyż jego żonie, jako byłej komunistce, odmówiono wizy. W latach pięćdziesiątych grant z Fundacji Forda umożliwił mu podjęcie projektu studiów nad systemami gospodarczymi starożytnych imperiów, co pozwoliło na rozwinięcie wątków zarysowanych w Wielkiej Transformacji. Rezultatem stała się zbiorowa publikacja, którą zredagował Polanyi wspólnie z C. Arensbergiem i H. Personem: Handel i rynek we wczesnych imperiach (Trade and Market in the Early Empires, 1957).
Polanyi zmarł w 1964 w swoim domu w Pickering (Ontario). Część jego prac ukazała się dopiero po jego śmierci. Z inicjatywy Węgierskiej Akademii Nauk, w setną rocznicę urodzin Polanyiego ciało jego i jego żony spoczęły na cmentarzu w Budapeszcie.
Polanyi był krytykiem rynku i kwestionował jego zdolność do samoregulacji, co sytuowało go w opozycji do klasycznej ekonomii. Uważał, że zjawiska gospodarcze i społeczne należy postrzegać całościowo, z uwzględnieniem konkretnego kontekstu historycznego. Podkreślając zakorzenienie (embeddedness) działalności gospodarczej w rzeczywistości społecznej i kulturowej i społeczne uwarunkowania życia gospodarczego, Polanyi przyczynił się do rozwoju antropologii ekonomicznej i socjologii życia gospodarczego. Wielka transformacja stała się także klasyczną pozycją socjologii historycznej.

## Tłumaczenia na język polski
- Wielka transformacja, Wydawnictwo Naukowe PWN, Warszawa 2011, ISBN 978-83-01-16520-8 (The Great Transformation. The Political and Economic Origins of Our Times 1944)

## Szkice biograficzne
- F. Block, M. Somers, Beyond the Economistic Fallacy: Karl Polanyi. W: T. Skocpol (red.), Vision and Methodin Historical Sociology, 1985.
- J. Ron Stanfield, The Economic Thought of Karl Polanyi. Lives and Livelihood, New York: St. Martin's Press, 1986, ISBN 0-312-23658-1, OCLC 12947118. Brak numerów stron w książce

- L. Valensi i in., Economic anthropology and history: the work of Karl Polanyi, w: G. Dalton (red.), Research in Economic Antrophology, t. 4, 1981.